# قائمة كنائس القاهرة
- كاتدرائية القديس مرقس القبطية الأرثوذكسية

- الكاتدرائية المرقسية بالأزبكية
- الكاتدرائية المرقسية بالأسكندرية
- كنيسة السيدة العذراء بالزيتون
- كنيسة القديسة بربارة
- كنيسة مارجرجس ألماظة
- كنيسة مارمرقس بشارع كليوباترا هليوبوليس مصر الجديدة
- الكنيسة المعلقة
- كنيسة العذراء المغيثة بحارة الروم

## مقر الكرسى البطريركى
- كاتدرائية القديس مرقس القبطية الأرثوذكسية (مقر بابا وبطريرك كرسى الإسكندرية للاقباط الارثوذكس)

### كنائس القاهرة وضواحيها

#### كنائس عين شمس - المطرية -عزبة النخل
- كنيسة الشهيد مارمينا، الألف مسكن، القاهرة، مصر
- كنيسة الملاك والروماني، المطرية، القاهرة، مصر
- كنيسة العذراء مريم، عزبة النخل، القاهرة، مصر
- كنيسة العذراء مريم، عين شمس الغربية، القاهرة، مصر
- كنيسة العذراء مريم، درياس، عين شمس الشرقية، القاهرة، مصر
- كنيسة العذراء مريم، المطرية، القاهرة، مصر
- كنيسة العذراء مريم والملاك، الأباصيري، عين شمس الشرقية، القاهرة، مصر
- كنيسة العذراء مريم والملاك ميخائيل، أحمد عصمت، القاهرة، مصر
- كنيسة الشهيد مارجرجس، منشية التحرير، القاهرة، مصر
- كنيسة الشهيد مارجرجس، عين شمس الشرقية، القاهرة، مصر
- كنيسة الشهيد مارجرجس، المطرية، القاهرة، مصر
- كنيسة الشهيد مارجرجس، الخصوص، عزبه النخل، القليوبية

#### كنائس المقطم -القطامية
- كنيسة القديس سمعان الدباغ، جبل المقطم، القاهرة، مصر
- كنيسة القديس الأنبا شنوده، الهضبة الوسطى، القاهرة، مصر
- كنيسة الشهيد مارمينا، الأباجية، القاهرة، مصر
- كنيسة القديسة مريم العذراء، القطامية، القاهرة، مصر
- كنيسة العذراء مريم والشهيد أبانوب، منشية ناصر المقطم، القاهرة، مصر

#### كنائس الظاهر - الفجالة
- كنيسة العذراء مريم، الفجالة، القاهرة، مصر
- كنيسة الملاك ميخائيل، الظاهر، القاهرة، مصر
- كنيسة الشهيد مارجرجس، المنسي، الظاهر، القاهرة، مصر

#### كنائسحدائق القبة- الوايلي - العباسية
- كنيسة الرسولين بطرس وبولس (البطرسية)، العباسية، القاهرة، مصر
- كنيسة الملاك ميخائيل، دير الملاك، حدائق القبة، القاهرة، مصر
- كنيسة الشهيد موريس والقديسة فيرينا، القاهرة، مصر
- كنيسة العذراء مريم، مدينة ناصر، القاهرة، مصر
- كنيسة العذراء مريم، العباسية الشرقية (كلية البنات القبطية)، القاهرة، مصر
- كنيسة العذراء مريم، المليحة، حدائق القبة، القاهرة، مصر
- كنيسة العذراء مريم والأنبا رويس، بالكاتدرائية، القاهرة، مصر
- كنيسة الشهيد مارجرجس، منشية الصدر، القاهرة، مصر
- كنيسة الشهيد مارجرجس، حمامات القبة، القاهرة، مصر
- كنيسة الشهيدة دميانة بشارع الطويل، الوايلي الكبير، القاهرة، مصر
- كنيسة الشهيد أبي سيفين، حدائق القبة، القاهرة، مصر

#### كنائس مصر الجديدة
- كنيسة الأنبا بولا، أرض الجولف، مصر الجديدة، القاهرة، مصر
- كنيسة سانت فطيمه، النزهة، مصر الجديده، القاهرة، مصر
- كنيسة الملاك ميخائيل، شيراتون، مصر الجديدة، القاهرة، مصر
- كنيسة العذراء، النزهة الجديدة، مصر الجديدة، القاهرة، مصر
- كنيسة العذراء مريم، أرض الجولف، مصر الجديدة، القاهرة، مصر
- كنيسة العذراء مريم والشهيد مارمينا، مدينة نصر، مصر الجديدة، القاهرة، مصر
- كنيسة العذراء مريم والقديس أثناسيوس الرسولي، مصر الجديدة، القاهرة، مصر
- كنيسة مارمرقس، مصر الجديدة، القاهرة، مصر
- كنيسة الشهيد مارجرجس، ألماظة، مصر الجديدة، القاهرة، مصر
- كنيسة القديس جوارجيوس والأنبا أنطونيوس، النزهة، مصر الجديدة، القاهرة، مصر
- كنيسة مارجرجس والأنبا ابرام، هليوبوليس، مصر الجديدة، القاهرة، مصر

#### كنائس شرق السكة الحديد
- كنيسة الشهيد مارمينا، مدينة الأحلام، الوايلي، شرق السكة الحديد، القاهرة، مصر
- كنيسة العذراء مريم، مهمشة، شرق السكة الحديد، القاهرة، مصر
- كنيسة العذراء مريم، مدينة النور، شرق السكة الحديد، القاهرة، مصر
- كنيسة العذراء مريم، القصيرين، شرق السكة الحديد، القاهرة، مصر
- كنيسة العذراء مريم، أرض الشركة الشرابية، شرق السكة الحديد، القاهرة، مصر
- كنيسة الشهيد مارجرجس، الزاوية الحمراء، شرق السكة الحديد، القاهرة، مصر
- كنيسة الشهيد مارجرجس، أرض الجنينة، الزاوية الحمراء، شرق السكة الحديد، القاهرة، مصر
- كنيسة الشهيد مارجرجس والأنبا صرابامون، عزبة الورد، الشرابية، شرق السكة الحديد، القاهرة، مصر
- كنيسة الشهيدة بربارة، الشرابية، شرق السكة الحديد، القاهرة، مصر

#### كنائس شبرا، القاهرة
- كنيسة الشهيد مارمينا، الترعة البولاقية، شبرا، القاهرة، مصر
- كنيسة الملاك ميخائيل، طوسون، شبرا، القاهرة، مصر
- كنيسة الملاك ميخائيل، والأنبا شنوده، عياد بك، شبرا، القاهرة، مصر
- كنيسة العذراء مريم، روض الفرج، شبرا، القاهرة، مصر
- كنيسة القديسة مريم العذراء، مسرة شبرا، القاهرة، مصر
- كنيسة العذراء مريم، معهد البنات، شبرا، القاهرة، مصر
- كنيسة العذراء مريم، الوجوه، شبرا، القاهرة، مصر
- كنيسة العذراء مريم، الحافظية، شبرا، القاهرة، مصر
- كنيسة العذراء مريم، عياد بك، شبرا، القاهرة، مصر
- كنيسة العذراء مريم والملاك، الخلفاوي، شبرا، القاهرة، مصر
- كنيسة العذراء مريم والملاك بجمعية الشهيدة دميانة، بابا دبلو، شبرا، القاهرة، مصر
- كنيسة الشهيد مارمرقس، شبرا، القاهرة، مصر
- كنيسة الشهيد مارجرجس، خماروية، شبرا، القاهرة، مصر
- كنيسة الشهيد مارجرجس، جزيرة بدران، شبرا، القاهرة، مصر
- كنيسة الشهيد مار جرجس، الساحل، شبرا، القاهرة، مصر
- كنيسة الشهيد مارجرجس، الجيوشي، شبرا، القاهرة، مصر
- كنيسة الشهيد مارجرجس، أبو الفرج، شبرا، القاهرة، مصر
- كنيسة الشهيد جوارجيوس، أبي طاقية، حدائق شبرا، القاهرة، مصر
- كنيسة الشهيد أبي سيفين والشهيدة دميانة، شبرا، القاهرة، مصر
- كنيسة الشهيدة دميانة، بابا دبلو، شبرا، القاهرة، مصر
- كنيسة الأنبا أنطونيوس، شبرا، القاهرة، مصر
- كنيسة الأنبا ابرام، بيت المحبة، شبرا، القاهرة، مصر
- كنيسة العذراء والبابا كيرلس السادس اغا خان.[1]
- كنيسة مارمرقس والقديس اسناسيوس اجمد حلمى[2]

#### كنائس وسط القاهرة
- كنيسة القديسة مريم العذراء، الزمالك، وسط القاهرة، مصر
- كنيسة القديسة مريم العذراء، وسط البلد، وسط القاهرة، مصر
- كنيسة العذراء مريم المغيثة الأثرية، حارة الروم، وسط القاهرة، مصر
- كنيسة العذراء مريم، جاردن سيتي، وسط القاهرة، مصر
- كنيسة القديسة العذراء مريم والأنبا موسى، وكالة البلح، وسط القاهرة، مصر
- كنيسة العذراء مريم والشهيد مارجرجس، حارة زويلة، وسط القاهرة، مصر
- كنيسة العذراء مريم والأنبا بيشوي، ش. الجيش، العتبة، وسط القاهرة، مصر
- الكنيسة المرقسية الكبرى (مارمرقس)، الأزبكية، وسط القاهرة، مصر
- كنيسة الشهيد مارجرجرس، القللي، وسط القاهرة، مصر
- كنيسة رئيس الملائكة غبريال، السقايين، وسط القاهرة، مصر
- كنيسة الشهيد دميانة، العداوية، بولاق أبو العلا، وسط القاهرة، مصر

#### كنائس الزيتون، القاهرة
- كنيسة العذراء مريم، الزيتون، القاهرة
- كنيسة القديس تيموثاوس الرسول، حلمية الزيتون، الزيتون، القاهرة
- كنيسة الشهيد الأمير تادرس الشطبي، الزيتون، القاهرة
- كنيسة ماريوحنا الحبيب، حلمية الزيتون، الزيتون، القاهرة
- كنيسة نهضة القداسة.

#### كنائس حى الحرفيين، القاهرة
- كنيسة العذراء مريم والأنبا شنوده، أرض البركة، الحرفيين، القاهرة
- كنيسة العذراء مريم والشهيد أبوسيفين، الحرفيين، القاهرة
- كنيسة العذراء مريم والشهيد مارمينا، مدينة السلام، الحرفيين، القاهرة
- كنيسة العذراء مريم والملاك ميخائيل، الحرفيين، القاهرة
- كنيسة العذراء وأبي سيفين، عزبة الهجانة، ك. 4,5، الحرفيين، القاهرة
- كنيسة الشهيد مارجرجس، الحرفيين، القاهرة، مصر

#### إيبارشية مصر القديمة
- كنيسة القديس يوسف النجار، مصر القديمة، القاهرة، مصر
- كنيسة الشهيد الأمير تادرس، مصر القديمة، القاهرة، مصر
- كنيسة الأنبا شنوده، الدمشيرية، القاهرة، مصر
- كنيسة الشهيد مارمينا، فم الخليج، القاهرة، مصر
- كنيسة الشهيد مارمينا، مقر دير مارمينا، القاهرة، مصر
- كنيسة الملاك ميخائيل، مصر القديمة، القاهرة، مصر
- كنيسة العذراء مريم، ( الكنيسة المعلقة)، مصر القديمة، القاهرة
- كنيسة القديسة مريم العذراء، الدمشيرية، القاهرة، مصر
- كنيسة العذراء مريم، بابليون، القاهرة، مصر
- كنيسة القديسة العذراء والشهيد مارمينا، عزبة خير الله، القاهرة، مصر
- كنيسة القديس مار لوقا، مصر القديمة، القاهرة، مصر
- كنيسة الشهيد مار جرجس، المنيل، القاهرة، مصر
- كنيسة الشهيد مارجرجس، مصر القديمة، القاهرة، مصر
- كنيسة الشهيد مارجرجس والقديس بشنونة، فم الخليج، القاهرة، مصر
- كنيسة الشهيدة بربارة، مصر القديمة، القاهرة، مصر
- كنيسة أبي سرجة، مصر القديمة، القاهرة، مصر
- كنيسة الشهيد أبي سيفين، مصر القديمة، القاهرة، مصر
- كنيسة الشهيد فيلوباتير أبي سيفين، عزبة خيرالله، القاهرة، مصر
- كنيسة الشهيدين أباكير ويوحنا، مصر القديمة، القاهرة، مصر

#### إيبارشية المعادى وطره والبساتين
- كنيسة رئيس الملائكة روفائيل، المعادي الجديدة، القاهرة، مصر
- كنيسة الشهيد بولس الرسول، البساتين، القاهرة، مصر
- كنيسة الشهيد مارمينا والقديس أغسطينوس، دار السلام، القاهرة، مصر
- كنيسة القديسة مريم المجدلية، طره، القاهرة، مصر
- كنيسة العذراء مريم، المعادي، القاهرة، مصر
- كنيسة العذراء مريم والقديس أثناسيوس، دار السلام، القاهرة، مصر
- كنيسة الشهيد مارمرقس، المعادي، القاهرة، مصر
- كنيسة الشهيد مارجرجس، كوتسيكا، القاهرة، مصر
- كنيسة الشهيد مارجرجس، حدائق المعادي، القاهرة، مصر
- كنيسة القديس الأنبا بيشوي، طرة، القاهرة، مصر
- كنيسة الأنبا أرسانيوس، طرة، القاهرة، مصر
- كنيسة الشهيد أبوسيفين والأنبا رويس، حدائق المعادي، القاهرة
- كنيسة الأنبا أنطونيوس، زهراء المعادي، القاهرة
- كنيسة الصليب، طرة، القاهرة
- كنيسة رئيس الملائكة ميخائيل، المعادي، القاهرة
- كنيسة الملكة هيلانة، المعادي، القاهرة
- كنيسة الشهيد استفانوس، الاوتوستراد، القاهرة
- كنيسة القديس ماريوحنا، المعراج، القاهرة

#### إيبارشية الجيزة وتوابعها
- كنيسة الصليب والقيامة، بيت الشمامسة، الجيزة، مصر
- كنيسة رئيس الملائكة ميخائيل، عزبة جبريل، الهرم، مصر
- كنيسة رؤساء الملائكة ميخائيل وغبريال، ش. ربيع الجيزي، مصر
- كنيسة الملاك سوريال ومارمينا الشهيد، العمرانية، مصر
- كنيسة الشهيد أبوسيفين مرقوريوس، المهندسين، الجيزة، مصر
- كنيسة القديس بولس الرسول، العمرانية، مصر
- كنيسة الشهيد مار مينا، سنترال الوراق، مصر
- كنيسة الملاك ميخائيل، كرداسة، مصر
- كنيسة الملاك ميخائيل، الصحفيين، مصر
- كنيسة رئيس الملائكة ميخائيل، ش. البصراوي، المنيرة، إمبابة، مصر
- كنيسة الشهيد مارمينا، ش. الأقصر، إمبابة، مصر
- كنيسة العذراء مريم، ترسا، مصر
- كنيسة العذراء مريم، شارع الوحدة، إمبابة، مصر
- كنيسة العذراء مريم القديسة، الوراق، مصر
- كنيسة العذراء مريم، العمرانية، مصر
- كنيسة العذراء مريم، المنصورية
- كنيسة العذراء مريم، المناشي، إمبابة، مصر
- كنيسة العذراء مريم، الدقي، مصر
- كنيسة العذراء مريم، أبو غالب، إمبابة، مصر
- كنيسة العذراء القديسة مريم والأنبا صموئيل، مدينة الشيخ زايد، مصر
- كنيسة العذراء مريم والأنبا رويس، حدائق الأهرام
- كنيسة العذراء مريم والملاك ميخائيل، وراق الحضر، مصر
- كنيسة القديسة مريم العذراء والشهيد موريس، العمرانية، مصر
- كنيسة العذراء مريم والشهيد مارمرقس، الطوابق، مصر
- كنيسة القديسة مريم والإنجيلي مارمرقس، 6 أكتوبر، مصر
- كنيسة العذراء مريم والقديس يوسف النجار، المعتمدية، مصر
- كنيسة العذراء مريم والشهيد مار جرجس، بولاق
- كنيسة العذراء مريم والأنبا ابرآم، التعاون، فيصل، مصر
- كنيسة العذراء القديسة مريم والشهيد أبانوب، إمبابة، مصر
- كنيسة مارمرقس الإنجيلي، سوق الأحد، الجيزة، مصر
- كنيسة الشهيد مارمرقس، جزيرة الوراق، مصر
- كنيسة مارمرقص الرسول، إمبابة، مصر
- كنيسة الشهيد مارجرجس، وراق العرب، مصر
- كنيسة الشهيد مار جرجس، نزلة السمان، الهرم، مصر
- كنيسة الشهيد مارجرجس الروماني، إمبابة، مصر
- كنيسة الشهيد مارجرجس، المنيب
- كنيسة مارجرجس الشهيد، أرض اللواء، المعتمدية
- كنيسة مارجرجس الشهيد، العجوزة، مصر
- كنيسة مارجرجس الشهيد، الجيزة، مصر
- كنيسة مارجرجس الشهيد والشهيدة بربارة، جزيرة الذهب، مصر
- كنيسة الشهيد أبي سيفين، بني يوسف، الهرم، مصر
- كنيسة الشهيدة دميانة، الهرم، مصر
- كنيسة الشهيدة دميانة، أرض الحداد، إمبابة، مصر
- كنيسة القديسة دميانة، أبو غالب، إمبابة، مصر
- كنيسة الأنبا أنطونيوس أب الرهبان، أرض اللواء، مصر
- كنيسة القديس الأنبا ابرآم، أرض اللواء، فيصل، مصر